# 极乐吟
极乐吟，又名漁歌調、樂極吟，古琴曲、琴歌。其歌词引自唐代诗人柳宗元的渔翁一诗。表达一种看破红尘，超凡脱俗的感觉。

## 原詩
渔翁夜傍西岩宿，晓汲清湘燃楚竹。烟销日出不见人，欸乃一声山水绿。回看天际下中流，岩上无心云相逐。 

## 版本
收錄於《杏莊太音補遺》、《楊掄太古遺音》、《和文注琴譜》、《琴譜析微》、《臥雲樓琴譜》、《希韶閣琴譜》、《詩夢齋琴譜》、《梅庵琴譜》等譜中。